# Justicia campii
Justicia campii är en akantusväxtart som beskrevs av Wassh.. Justicia campii ingår i släktet Justicia och familjen akantusväxter. Inga underarter finns listade i Catalogue of Life.